# محمد خلف الله أحمد
محمد خلف الله أحمد (1904-1983)، أديب مصري وعالم باللغة العربية،

## حياته
قرية العمرة بمحافظة سوهاج في سنة 1904م في بيئة تعنى بالدراسات العربية والإسلامية، فحفظ القرآن الكريم صغيرًا كما حفظ طائفة كبيرة من الشعر العربي القديم وحديثه، وتعلم في المدارس الابتدائية والأولية الراقية والقسم النظامي بالأزهر، والتحق بالمدرسة التجهيزية لدار العلوم في أول إنشائها سنة 1920م، فنال منها شهادة الدراسة الثانوية ثم دخل القسم العالي بدار العلوم فأحرز دبلومه سنة 1928م، وكان في سنوات دراسته وشهادته أول فرقتهتخرج في مدرسة دار العلوم العليا 1928، ثم درس الفلسفة وعلم النفس بجامعة لندن. وعاد إلى مصر ليشتغل بالتعليم، وتدرج في المناصب الجامعية حتى صار رئيساً لقسم اللغة العربية بكلية الآداب بجامعة الإسكندرية 1947، فعميداً للكلية 1951 ثم وكيلاً لجامعة عين شمس 1916. وبعد بلوغه سن التقاعد عين مديراً لمعهد البحوث والدراسات العربية التابع لجامعة الدول العربية. وكان عضواً بمجمع اللغة العربية بالقاهرة، ومجمع البحوث الإسلامية بالأزهر، والمجلس الأعلى لرعاية الفنون والآداب والعلوم الاجتماعية. عرف في شبابه بنظم الشعر الجيد، والبراعة في الخطابة. وله مؤلفات وبحوث عديدة. نال جائزة الدولة التقديرية في الآداب 1970.

## من أهم كتبه
- «من الوجهة النفسية في دراسة الأدب ونقده» 1947،
- «دراسات في الأدب الإسلامي».
- «معالم التطور الحديث في اللغة العربية وآدابها» 1961

من أهم بحوثه:
- «الثقافة العربية بين الثقافات العالمية الكبرى»
- «نصيب العرب في تطوير دراسات البلاغة»
- «وثائق من الأدب الإسلامي السياسي»
- «وظيفة الشعر عند شوقي»
- «رحلة طه حسين مع الشعر العربي».